# Natalia Ivanova
Natalia Ivanova, född den 1 september 1971 i Usolje-Sibirskoje, är en rysk taekwondoutövare.
Hon tog OS-silver i tungviktsklassen i samband med de olympiska taekwondo-turneringarna 2000 i Sydney.